# Eiersnijder

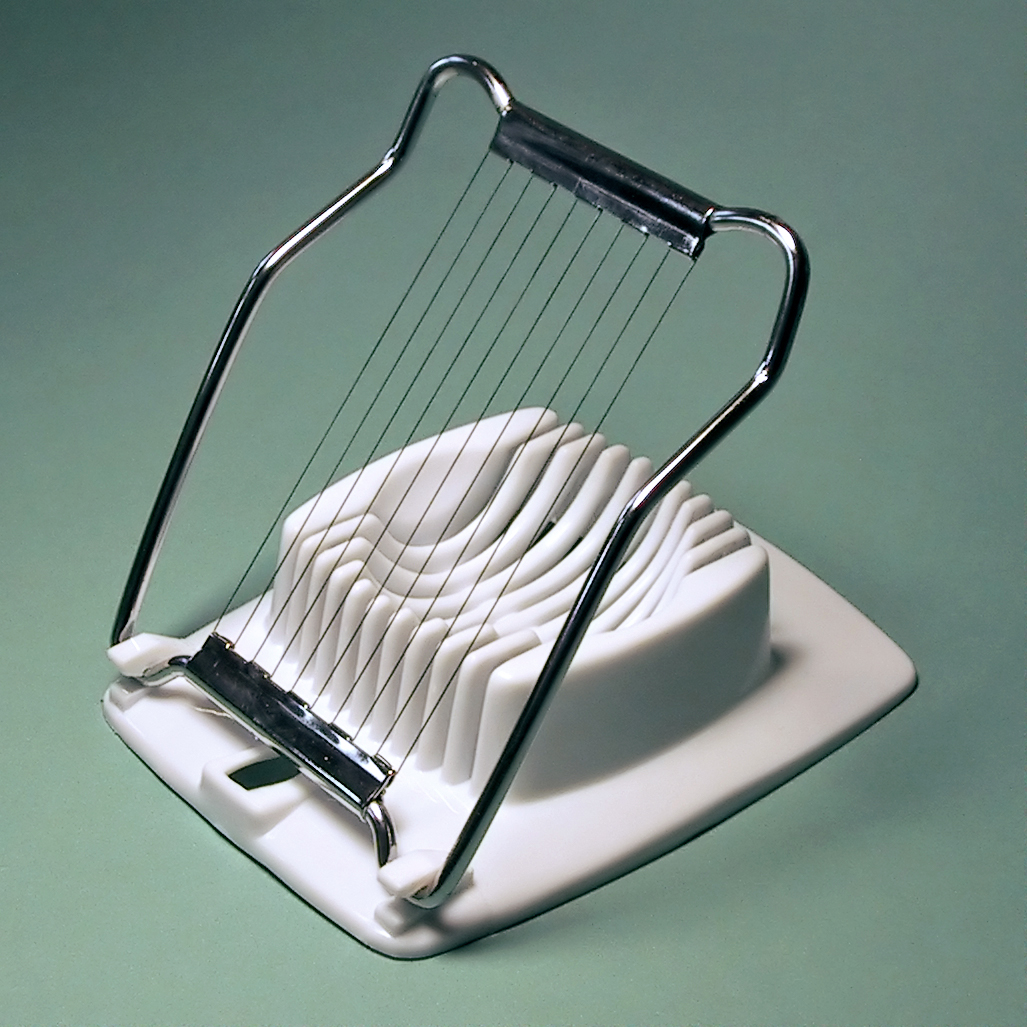
Een eiersnijder

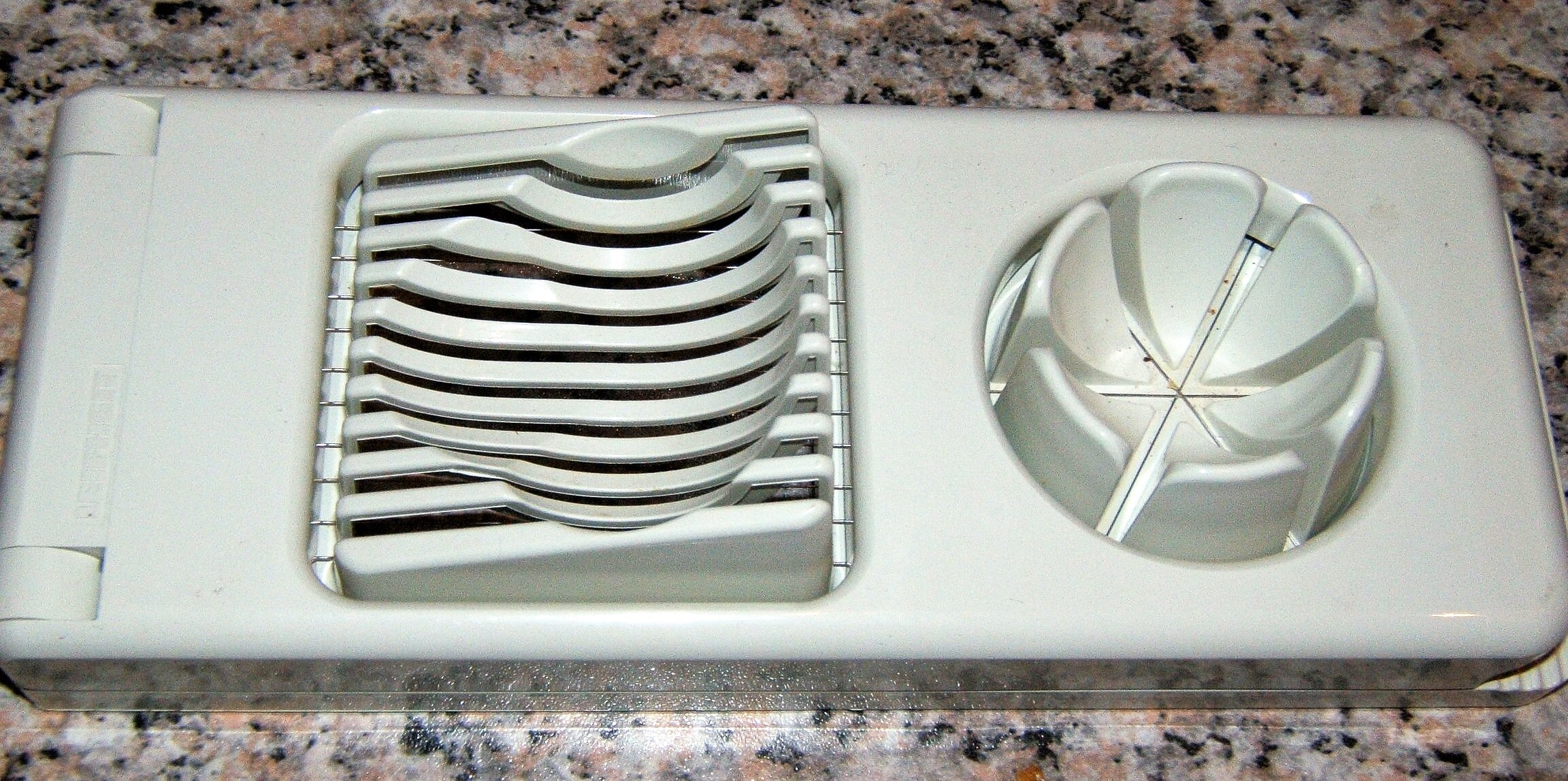
Dubbele eiersnijder om een ei in plakjes of partjes te snijden

Een eiersnijder is een stuk keukengereedschap waarmee een ei in plakjes kan worden gesneden. Het bestaat in essentie uit een houder voor het ei en een beweegbaar deel met daarin opgespannen dunne metaaldraden. Bij het sluiten van de eiersnijder wordt het ei in plakjes gesneden.
Voor het ei in plakjes gesneden wordt, dient het (bij voorkeur hard) gekookt en gepeld te worden. De plakjes ei kunnen vervolgens gebruikt worden in salades, broodjes, garneringen en dergelijke.
Er zijn ook eiersnijders die zowel in plakjes als in partjes kunnen snijden. Partjes zijn ook bruikbaar als garnering of gewikkeld in bijvoorbeeld rookvlees.

## Geschiedenis
De eiersnijder werd uitgevonden aan het begin van de 20e eeuw door de Duitser Willy Abel (1875-1951), die ook de uitvinder was van de broodsnijder. De eerste eiersnijders werden geproduceerd in Berlin-Lichtenberg.

## Varia
- Eiersnijder is tevens een cynische benaming voor een kabelbarrière, een gevaarlijke en inmiddels in meerdere landen verboden vorm van vangrail.
- Van Kooten en De Bie maakten in 1983 een mockumentary over de eiersnijder[2].